# Казанские губернские ведомости
Каза́нские губе́рнские ве́домости (оригинальное название: Казанскія Губернскія Вѣдомости) — печатный орган Казанского губернского правления, официальная правительственная газета на русском языке, издававшаяся с января 1838 года по март 1917 года в городе Казани.

## История
«Казанские Губернские Ведомости» являлись одними из Губернских ведомостей, которые по высочайшему повелению императора Николая I, надлежало издавать с 1838 года в каждой губернии Российской империи.
Газета издавалась с 1 января 1838 года по март 1917 года на русском языке. Сначала выходила еженедельно каждую субботу, с 1867 года — 2 раза, с 1884 года — 3 раза, а с 1908 года — вновь 2 раза в неделю.

## Структура
В 1843 году газета разделилась на официальную и неофициальную части. В официальной части публиковались распоряжения правительства и местных властей, различные казённые объявления. В неофициальной части печатались местные, всероссийские и мировые новости, различные статьи про историю, этнографию, археологию, экономику Казанской и соседних губерний, сообщения по ведению сельского и домашнего хозяйства, медицине, различные частные и коммерческие объявления.

## Редакторы и авторы
С 1891 года редактором газеты был А. Гесс.
В газете печатались оригинальные статьи по этнографии, религии, истории народов Казанской губернии А. И. Артемьева, И. М. Барсова, В. П. Вишневского, А. И. Кроковского, В. К. Магницкого, С. Е. Мельникова, С. М. Михайлова, И. Г. Муромцева, П. С. Попова, В. А. Сбоева, А. И. Свечина, корреспонденции уроженцев Чувашии С. П. Завадского, А. Х. Христофорова и др.